# Lopholatilus chamaeleonticeps
Lopholatilus chamaeleonticeps är en fiskart som beskrevs av Goode och Bean 1879. Lopholatilus chamaeleonticeps ingår i släktet Lopholatilus, och familjen Malacanthidae. Inga underarter finns listade i Catalogue of Life.

## Bildgalleri

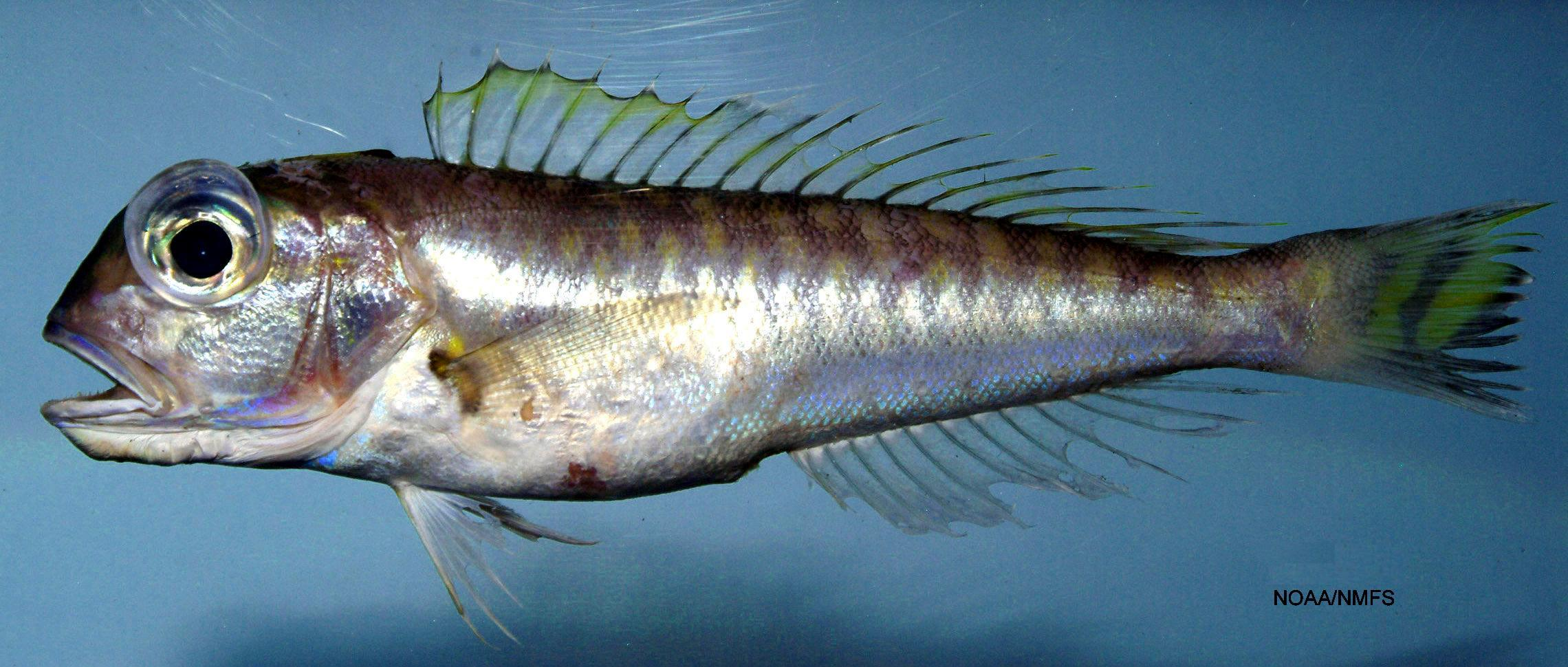